# Shagang Group
Jiangsu Shagang Group Company Limited, Jiangsu Shagang Group eller Shagang Group er en kinesisk stålproducent, der har hovedkvarter i Zhangjiagang, Jiangsu.
"Jiangsu Shagang Group Company Limited" blev etableret i 1975.